# Goryphus bivaki
Goryphus bivaki là một loài tò vò trong họ Ichneumonidae.